# Hüseyin Rahmi Gürpınar
Hüseyin Rahmi Gürpınar (Istanbul, 17 d'agost del 1864 - 8 de març del 1944) fou un escriptor turc, el més popular de Turquia entre 1890 i 1930. Va començar a escriure a l'edat de dotze anys i va publicar per primer cop als 20.
Va escriure 40 novel·les i dotzenes de novel·letes a més d'algunes peces de teatre. Els principals són:
- Şık (L'esnob), 1888
- İffet (Iffet[2]), 1897
- Mutallaka (La divorciada), 1898
- Mürebbiye (La governanta), 1898
- Metres (La mestressa), 1900
- Tesadüf (Trobada ocasional), 1900
- Şıpsevdi (Sempre enamorat), 1901
- Gulyabani (L'Ogre), 1912
- Cadı (La bruixa), 1912
- Tebessüm-i Elem (Un somriure trist), 1914 (publicat el 1923)
- Son Arzu (L'últim desig), 1918
- Cehennemlik (La Damnada), 1919
- Hakka Sığındık (Déu ens conservi), 1919
- Tutuşmuş Gönüller (Cors en flames), 1922
- Billur Kalb (Cor de cristall), 1924
- Meyhanede Hanımlar (Dames en una taverna), 1924
- Ben Deli Miyim? (Estic boig?), 1925
- Utanmaz Adam (El cínic), 1930